# الأودية الجافة بالصحراء الشرقية
الأودية الجافة بالصحراء الشرقية هي أودية جافة تكونت في العصر المطير وبسبب تأثير عوامل التعرية في سطح الصحراء.
حيث يوجد وادي شعيث و وادي خريط عند كوم أمبو ووادي العلاقي وهو ثاني أكبر أودية مصر بعد وادي الحمامات بطول يلامس 350 كيلومتر ومنابعه العليا داخل حدود السودان وينتهى إلى نهر النيل في منطقة بحيرة السد قرب ثنية كورسكور القديمة قبل بناء السد العالي. وأودية الصحراء الشرقية كثيرة ومنها وادى حوف جنوب حلوان و وادي طرفه ويصب عند المنيا في بني مزار و وادي الأسيوطي ويصب في نهر النيل جنوب مدينة أسيوط و وادي قنا ويصب في مدينة قنا الجديدة و وادي العلاقي.
و وادي جبجبة الذي ينبع داخل حدود السودان ويصب في مصر مع مسار مشترك هو و وادي العلاقي في بحيرة ناصر، أما في السودان فيطلق عليها صحراء النوبة ويوجد فيها وادي حلفا الذي يصب في مدينة وادي حلفا قرب الحدود المصرية السودانية، كذلك وادي عمور الذي ينبع غربي بورت سودان ويصب في نهر النيل جنوبي أبو حمد.